# Chimalpopoca
Chimalpopoca, letteralmente conchiglia fumante (1397 – 1427), fu il terzo tlatoani della città Azteca di Tenochtitlán.
Venne eletto a tale carica alla morte del padre Huitzilíhuitl.
Nello stesso giorno del 1417 in cui Chimalpopoca fu incoronato, suo fratello Tlacaelel veniva nominato alto sacerdote; presso gli Aztechi infatti le due cariche, governativa e spirituale erano separate.
Quando salì al trono all'età di 20 anni Tenochtitlan era tributaria della città di Azcapotzalco, di cui era sovrano suo nonno Tezozómoc. L'alleanza tra i Mexica e la città di Tezozómoc fu rafforzata dalla lealtà mostrata da Huitzilíhuitl prima e da Chimalpopoca poi nella guerra contro Ixtlilxochitl I di Texcoco. Quando questa fu conquistata divenne tributaria di Tenochtitlan.
Nezahualcóyotl, principe di Texcoco, andò a vivere nelle montagne. Chimalpopoca intercedette con Tezozómoc in suo favore (Nezahualcóyotl era infatti figlio della sua sorella) e Tezozómoc accettò di lasciare il giovane principe sotto la protezione di questi a Tenochtitlan.
Nel 1426 Tezozómoc aiutò Chimalpopoca nella costruzione del nuovo acquedotto costruito in legno che univa la zona più elevata di Chapultepec con Tenochtitlan.
Quando Tezozómoc spirò nel 1427 dopo un lungo regno, gli succedette il figlio Tayatzin. Maxtla, sovrano di Coyoacan e fratellastro più vecchio di Tayatzin, presto incitò alla ribellione i nobili di Azcapotzalco e usurpò il trono. Chimalpopoca si alleò con l'erede legittimo Tayatzin e i due cospirarono per riportare al trono quest'ultimo e uccidere Maxtla. Le relazioni amichevoli fra Tenochtitlan e Azcapotzalco furono allora rimpiazzate da inimicizia e violenti intrighi con tentativi di assassinio.
Teyatzin fu ucciso e Chimalpopoca decise di offrirsi in sacrificio e alcuni nobili si unirono a lui. Nel bel mezzo della cerimonia, prima che lo Hueyi Tlatoani fosse ucciso, una forza proveniente da Azcapotzalco invase Tenochtitlan, prese Chimalpopoca prigioniero e lo portò a Azcapotzalco. Lì fu messo in una gabbia e lasciato morire di inedia. Secondo alcuni si sarebbe suicidato, mentre altri ritengono che egli sia stato ucciso dai suoi rapitori.
Suo zio Itzcóatl gli succedette come tlatoani.